# قوشا قشلاق بخش علي شهريار (قشلاق الشرقي)
قوشا قشلاق بخش علي شهریار (بالفارسية: قوشاقشلاق بخشعلی شهریار) هي منطقة سكنية تقع في إيران في أردبيل.